# 美トリ
美トリ（ビトリ）は、2012年6月にサービスをスタート。美とワークライフバランスを追求する大人な女性に特化したインターネットモニターサービスを展開している。
現在の年間取引案件数500件、年間調査件数30,000件以上の実績。国内有効モニター数は2015年1月時点で7万人。